# Acer kweilinense
Acer kweilinense — вид квіткових рослин з родини сапіндових (Sapindaceae).

## Опис
Дерева 6–8 метрів заввишки. Кора сіра чи коричнево-сіра, гладка. Гілочки голі, молоді гілочки зелені. Листя: ніжка ворсинчаста, 4–5 см; листкова пластинка абаксіально (низ) зелена й виразно ворсинчаста на первинних жилках, адаксіально темно-зелена й гола, еліптична, 5–8 × 7–11 см, основа зрізана чи майже серцеподібна, край пилчастий, верхівка хвостато-гостра. Суцвіття пряме, волотисте, 4–9 см, голе. Чашолистків 5, пурпурно-зелені, довгасті, ≈ 1.5 мм. Пелюсток 5, білувато-зелені, довгасті, ≈ 1.5 мм. Тичинок 8. Самара пурпурно-червона в молодості, жовтувато-коричнева в зрілому віці, 2–2.5 см; горішки опуклі, кулясті, ≈ 4 мм у діаметрі; крила 6–8 мм шириною, розправлені під тупим кутом. Квітне у квітні, плодить у вересні.

## Поширення
Вид є ендеміком південно-центрального й південно-східного Китаю: пн.-сх. Гуансі, пд.-сх. Гуйчжоу.
Населяє рідколісся; на висотах від 1000 до 1500 метрів.

## Використання
Коріння та стебла Acer kweilinense використовуються в китайській медицині для лікування різних захворювань. Рослини під назвою Acer kweilinense були доступні в садівничій торгівлі.